# UGC 2885
UGC 2885（魯賓的星系，暱稱為「哥斯拉星系」。）位於英仙座，其類型為「SA(rs)c」，是一個巨大的有棒的螺旋星系。它距離地球 232 × 106光年（71百萬秒差距），並且測得直徑跨距為 463,000 ly（142,000 pc），使其成為已知最大的螺旋星系之一。它也是英仙-雙魚超星系團的可能成員。
UGC 2885是一個螺旋星系，有一個相對低的表面亮度。中心凸起是這個星系最突出的特徵，在那裡有一個微弱的棒形穿過它的中心。 
UGC 2885被歸類為一個場星系：遠離其它主要星系，遙遠、低密度和"空閒的"空間中發現的一類星系。美國國家航空暨太空總署報告稱，UGC 2885盤面生長的理論主要來源於星系間氫氣的吸積，而不是像大多數星系那樣通過星系碰撞的重複過程生長。
缺乏相互作用的證據來自螺旋臂和圓盤近乎完美的結構、潮汐尾的缺乏以及恆星形成的適度速度中可以明顯看出：大約0.5太陽質量/年。
此外，儘管最初被歸類為一個無條紋的螺旋星系，但哈伯的新影像清楚地顯示，在核心的環形結構上存在一個小棒。這很奇怪，因為大多數棒狀被認為是通過衛星和鄰近星系帶來的微小引力擾動形成的，而這些正是這個星系所缺乏的。該星系強調，棒帶能够在不受另一個星系影響的情况下在螺旋星系中形成，這表明其它力，如恆星、氣體和塵埃之間的相互作用，以及暗物質的引力影響，可能在它們的發展中發揮作用。
在2002年1月17日，一顆命名為SN 2002F的II型超新星爆炸被探測到。

## 外部連結
- UGC 2885 （页面存档备份，存于） at SIMBAD

| 天文學目錄       | 天文學目錄                                           | 天文學目錄 |
| ---------------- | ---------------------------------------------------- | ---------- |
| 乌普萨拉总目录： | UGC 2883 - UGC 2884 - UGC 2885 - UGC 2886 - UGC 2887 |            |